# La Chapelle-Naude
La Chapelle-Naude ist eine französische Gemeinde im Département Saône-et-Loire in der Region Bourgogne-Franche-Comté. Sie gehört zum Arrondissement Louhans und zum gleichnamigen Kanton Louhans. Der Ort hat 496 Einwohner (Stand 1. Januar 2022), diese werden Chapellats, resp. Chapellates genannt.

## Geografie

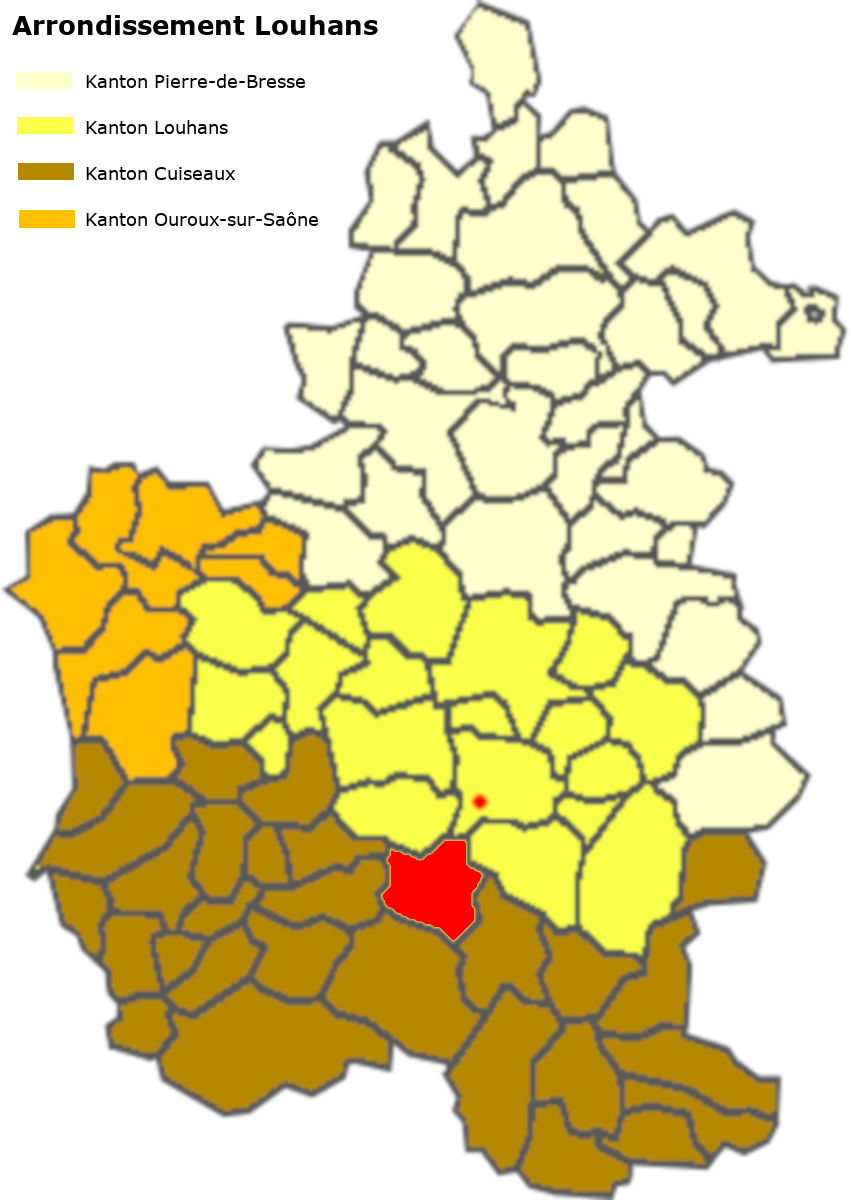
Lage der Gemeinde im Arrondissement Louhans

La Chapelle-Naude liegt knapp fünf Kilometer südwestlich des Kantonshauptortes Louhans und wird von der Departementsstraße D 12 (Louhans–Romenay) durchzogen. Große Teile der Gemeindegrenzen bilden Gewässer: im Nordosten der Solnan, im Südosten und Norden die Sâne-Morte, im Südwesten der Ruisseau de Corgeat und im Nordwesten der Étang Tétra mit seinem Bief. In der Gemeinde befinden sich drei Étangs und größere Waldgebiete, vorwiegend nordwestlich der D12. Zur Gemeinde gehören folgende Weiler und Fluren: la Chaigne, les Chambeaux, Chantizy, Charnay, les Chavanettes, Chêne-Larron, la Citadelle, Corgeat, les Desbois, les  Devants, les Drillons, le Foittey, les Grands-Bois, la Grange-Rouge, la Maison-Neuve, la Mare-au-Coq, les Moissonniers, Molle-Rippe, Montbrillant, Moulin-de-la-Chapelle, le Paloux, la Perdricière, la Planche, la Planche-Colot, la Poupette, Promby, les Quatre-Hutteaux, les Quatre-Huttots-de-Charnay, le Rousset, Sane, la Sevèvre, les Tremblets, la Triboullière, la Tuilerie, le Vauvret, le Vernay, la Vigne, la Ville-aux-Davids.

### Klima
Das Klima in La Chapelle-Naude ist warm und gemäßigt. Es gibt das ganze Jahr über deutliche Niederschläge, selbst der trockenste Monat weist noch hohe Niederschlagsmengen auf. Die Klassifikation des Klimas nach Köppen und Geiger ist Cfb ((Gemäßigtes) Ozeanklima). Die Temperatur liegt im Jahresdurchschnitt bei 12,3 °C. Der wärmste Monat ist der Juli mit einer Durchschnittstemperatur von 21,5 °C, der kälteste der Januar mit 3,6 °C. Über ein Jahr verteilt summieren sich die Niederschläge auf 1042 mm, dabei ist der November mit 119 mm der niederschlagsreichste, während Juli als trockenster Monat 62 mm aufweist. Über das ganze Jahr werden etwa 2826 Sonnenstunden gezählt.
|                        | Jan | Feb | Mär  | Apr  | Mai  | Jun  | Jul  | Aug  | Sep  | Okt  | Nov  | Dez |   |      |
| Mittl. Temperatur (°C) | 3,6 | 4,2 | 7,8  | 11,5 | 15,3 | 19,5 | 21,5 | 21,1 | 17,3 | 13,2 | 7,7  | 4,4 | ⌀ | 12,3 |
| Mittl. Tagesmax. (°C)  | 6,5 | 8,0 | 12,3 | 16,0 | 19,7 | 24,2 | 26,2 | 25,9 | 21,8 | 17,2 | 10,8 | 7,2 | ⌀ | 16,4 |
| Mittl. Tagesmin. (°C)  | 0,9 | 0,9 | 3,5  | 6,6  | 10,5 | 14,5 | 16,5 | 16,2 | 13,0 | 9,5  | 4,7  | 1,8 | ⌀ | 8,3  |
|                        |     |     |      |      |      |      |      |      |      |      |      |     |   |      |
| Niederschlag (mm)      | 101 | 85  | 80   | 88   | 85   | 68   | 62   | 65   | 82   | 99   | 119  | 108 | Σ | 1042 |

| 0,9 |

| 0,9 |

| 3,5 |

| 6,6 |

| 10,5 |

| 14,5 |

| 16,5 |

| 16,2 |

| 13,0 |

| 9,5 |

| 4,7 |

| 1,8 |

| 0,9 |

| 0,9 |

| 3,5 |

| 6,6 |

| 10,5 |

| 14,5 |

| 16,5 |

| 16,2 |

| 13,0 |

| 9,5 |

| 4,7 |

| 1,8 |

## Toponymie
Der Ort taucht erstmals um 1225 als Capella Audan auf, denkbar ist, dass dieses Gotteshaus Audoenus geweiht war. Durch Lauteinschub ergab sich schon im 14. Jahrhundert Capella Nauda, was letztlich zum heutigen Ortsnamen führte.
Als Folge der Revolution und der damit verbundenen Säkularisierung wurde die Gemeinde umbenannt und trug während einiger Zeit den Namen Sâne-la-Morte.

## Geschichte
Die alte Römerstraße Louhans–Romenay verlief östlich der heutigen Siedlung. Eine erste Kirche bestand schon im 13. Jahrhundert, Chor und der achteckige Glockenturm aus Ziegelsteinen, gehen vermutlich auf diesen ersten Bau zurück. Die Kirche wurde im 14. und 15. Jahrhundert umgebaut, Erneuerungen und Ergänzungen erfolgten im 19. und 20. Jahrhundert. Die Kirche war von 2003 bis 2012 für die Öffentlichkeit geschlossen wegen Bauschäden, die sich aufgrund der Trockenheit in 2003 ergaben. Die Kirche ist Mariä Himmelfahrt gewidmet. Promby gehörte zur Herrschaft Sainte-Croix, Corgeat zu Montpont und weitere Teile zu Chardenoux. 1856 bestanden noch drei Mühlen, 1988 noch 33 Landwirtschaftsbetriebe.

## Bevölkerung
| La Chapelle-Naude: Einwohnerzahlen von 1793 bis 2020 | La Chapelle-Naude: Einwohnerzahlen von 1793 bis 2020 | La Chapelle-Naude: Einwohnerzahlen von 1793 bis 2020 | La Chapelle-Naude: Einwohnerzahlen von 1793 bis 2020 | La Chapelle-Naude: Einwohnerzahlen von 1793 bis 2020 |
| --- | ---------------------------------------------------- | ---------------------------------------------------- | ---------------------------------------------------- | ---------------------------------------------------- |
| Jahr |                                                      |                                                      |                                                      | Einwohner                                            |
| 1793 | 1793                                                 |                                                      | 731                                                  | 731                                                  |
| 1800 | 1800                                                 |                                                      | 745                                                  | 745                                                  |
| 1806 | 1806                                                 |                                                      | 705                                                  | 705                                                  |
| 1821 | 1821                                                 |                                                      | 730                                                  | 730                                                  |
| 1831 | 1831                                                 |                                                      | 763                                                  | 763                                                  |
| 1836 | 1836                                                 |                                                      | 738                                                  | 738                                                  |
| 1841 | 1841                                                 |                                                      | 794                                                  | 794                                                  |
| 1846 | 1846                                                 |                                                      | 813                                                  | 813                                                  |
| 1851 | 1851                                                 |                                                      | 795                                                  | 795                                                  |
| 1856 | 1856                                                 |                                                      | 795                                                  | 795                                                  |
| 1861 | 1861                                                 |                                                      | 770                                                  | 770                                                  |
| 1866 | 1866                                                 |                                                      | 800                                                  | 800                                                  |
| 1872 | 1872                                                 |                                                      | 794                                                  | 794                                                  |
| 1876 | 1876                                                 |                                                      | 817                                                  | 817                                                  |
| 1881 | 1881                                                 |                                                      | 776                                                  | 776                                                  |
| 1886 | 1886                                                 |                                                      | 748                                                  | 748                                                  |
| 1891 | 1891                                                 |                                                      | 768                                                  | 768                                                  |
| 1896 | 1896                                                 |                                                      | 809                                                  | 809                                                  |
| 1901 | 1901                                                 |                                                      | 728                                                  | 728                                                  |
| 1906 | 1906                                                 |                                                      | 746                                                  | 746                                                  |
| 1911 | 1911                                                 |                                                      | 748                                                  | 748                                                  |
| 1921 | 1921                                                 |                                                      | 639                                                  | 639                                                  |
| 1926 | 1926                                                 |                                                      | 655                                                  | 655                                                  |
| 1931 | 1931                                                 |                                                      | 636                                                  | 636                                                  |
| 1936 | 1936                                                 |                                                      | 628                                                  | 628                                                  |
| 1946 | 1946                                                 |                                                      | 579                                                  | 579                                                  |
| 1954 | 1954                                                 |                                                      | 548                                                  | 548                                                  |
| 1962 | 1962                                                 |                                                      | 477                                                  | 477                                                  |
| 1968 | 1968                                                 |                                                      | 441                                                  | 441                                                  |
| 1975 | 1975                                                 |                                                      | 372                                                  | 372                                                  |
| 1982 | 1982                                                 |                                                      | 339                                                  | 339                                                  |
| 1990 | 1990                                                 |                                                      | 418                                                  | 418                                                  |
| 1999 | 1999                                                 |                                                      | 437                                                  | 437                                                  |
| 2009 | 2009                                                 |                                                      | 509                                                  | 509                                                  |
| 2014 | 2014                                                 |                                                      | 566                                                  | 566                                                  |
| 2020 | 2020                                                 |                                                      | 498                                                  | 498                                                  |
| Quelle(n): EHESS/Cassini bis 2006, ab 2009 INSEE Anmerkung(en): • Ab 1962 offizielle Zahlen ohne Einwohner mit Zweitwohnsitz • Höchste Einwohnerzahl 1876 mit 817, tiefste Einwohnerzahl 1982 mit 339 (41,5 % vom Maximum) |                                                      |                                                      |                                                      |                                                      |

| Bevölkerungsstruktur | Anzahl Einwohner | männlich | weiblich | davon Ausländer | Anteil % |
| -------------------- | ---------------- | -------- | -------- | --------------- | -------- |
|                      | 491              | 250      | 241      | 7               | 1,4      |

| Männer | Alterstufe | Frauen |
| ------ | ---------- | ------ |
| 6      | 90 + älter | 2      |
| 28     | 75–89      | 29     |
| 60     | 60–74      | 61     |
| 41     | 45–59      | 47     |
| 41     | 30–44      | 35     |
| 27     | 15–29      | 27     |
| 46     | 0–14       | 40     |

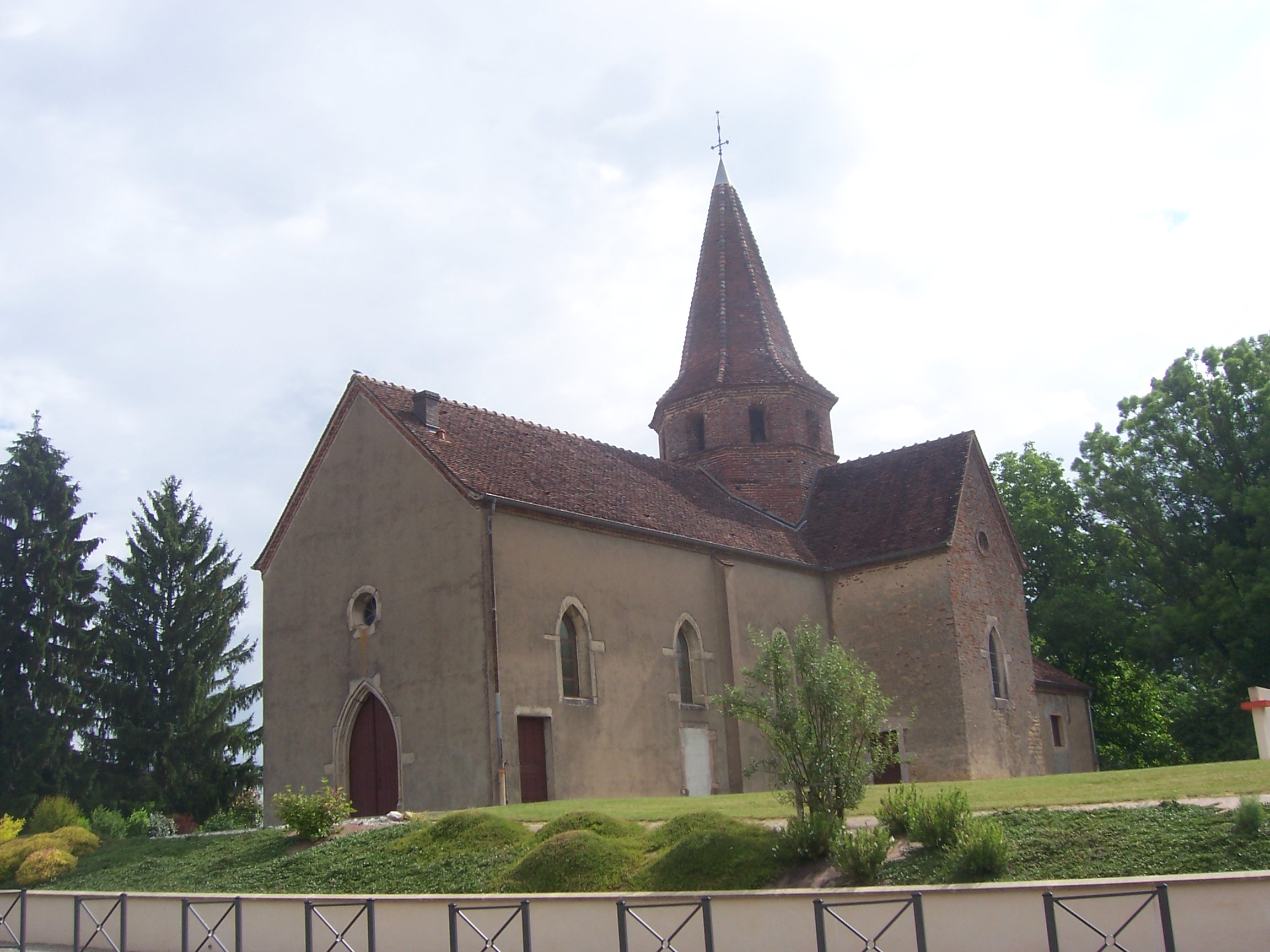
Kirche Notre-Dame-de-l’Assomption von La Chapelle-Naude

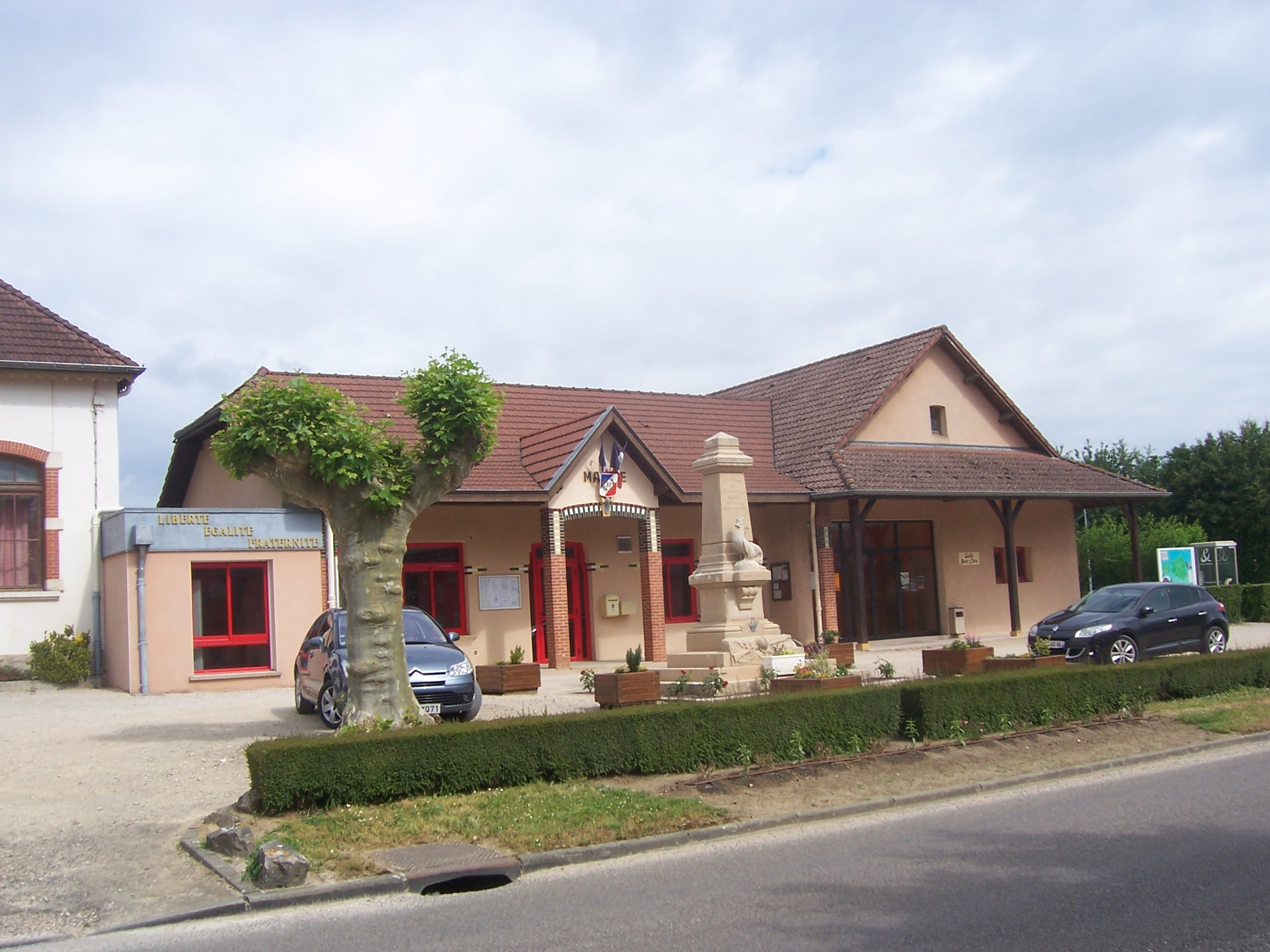
Mairie von La Chapelle-Naude

Die Bevölkerungsstruktur zwischen Männern und Frauen weist einen leichten Überhang zugunsten der Männer auf, die 51 % der Bevölkerung ausmachen, wobei 44 % der Bevölkerung jünger als 45 Jahre sind. Demgegenüber sind 38 % der Einwohner älter als 60 Jahre und damit im Rentenalter.
| Wohnstruktur               | Anzahl Wohneinheiten | davon Häuser | Wohnungen |
| -------------------------- | -------------------- | ------------ | --------- |
|                            | 275                  | 264          | 11        |
| davon Hauptwohnsitz        | 224                  |              |           |
| Zweit- oder Ferienwohnsitz | 31                   |              |           |
| vakant                     | 20                   |              |           |

## Wirtschaft und Infrastruktur

### Unternehmen, Betriebe, Ladengeschäfte und Einrichtungen
In der Gemeinde befinden sich nebst Mairie und Kirche folgende Unternehmen nach Branchen:
| Branche                                                           | Anzahl Betriebe |
| ----------------------------------------------------------------- | --------------- |
| Industrie und verarbeitendes Gewerbe                              | 3               |
| Baugewerbe                                                        | 6               |
| Groß- und Einzelhandel, Verkehr, Beherbergung und Gastronomie     | 5               |
| Information und Kommunikation                                     |                 |
| Finanz- und Versicherungsdienstleistungen                         |                 |
| Grundstücks- und Wohnungswesen                                    | 1               |
| Freiberufliche, wissenschaftliche und technische Dienstleistungen |                 |
| Öffentliche Verwaltung, Unterricht, Gesundheits- und Sozialwesen  | 4               |
| Sonstige Dienstleistungen                                         | 1               |
| Land- und Forstwirtschaftsbetriebe                                | 12              |

In der Gemeinde befinden sich eine Bäckerei, ein Schönheitssalon, zwei Schreinerei-/Zimmereibetriebe und ein Installateurgeschäft. Ferner befinden sich im Ort zwei Gîtes und eine Bibliothek. Für die Güter des täglichen Bedarfs versorgen sich die Einwohner weitgehend in Louhans.

### Geschützte Produkte in der Gemeinde
Als AOC-Produkte sind in La Chapelle-Naude Volaille de Bresse und Dinde de Bresse, ferner Crème et beurre de Bresse zugelassen.

### Bildungseinrichtungen
In der Gemeinde besteht eine École primaire (École maternelle und École élémentaire), die der Académie de Dijon untersteht und von 45 Schülern besucht wird. Für die Schule gilt der Ferienplan der Zone A.

## Kultur und Sehenswürdigkeiten
- Mariä-Himmelfahrtskirche (Chor und Glockenturm aus dem 13. Jahrhundert)[21]
- La Grange Rouge an der Route du Vauvret Zentrum für kulturelle und wirtschaftliche Entwicklung. Zwei Gebäude in bressanischer Architektur aus dem 17. Jahrhundert mit Obstgarten, Weiden, Fluss und Gemüsegarten. Eines der Gebäude dient als Unterkunft für Gruppen und es finden kulturelle Anlässe statt.[22]